# Olympische Jugend-Sommerspiele 2014/Teilnehmer (Amerikanische Jungferninseln)
| Gelbes Symbol für Goldmedaillen mit stilisierten Olympischen Ringen | Graues Symbol für Silbermedaillen mit stilisierten Olympischen Ringen | Braundes Symbol für Bronzemedaillen mit stilisierten Olympischen Ringen |
| ------------------------------------------------------------------- | --------------------------------------------------------------------- | ----------------------------------------------------------------------- |
| —                                                                   | —                                                                     | —                                                                       |

Die Jugend-Olympiamannschaft der Amerikanischen Jungferninseln für die II. Olympischen Jugend-Sommerspiele vom 16. bis 28. August 2014 in Nanjing (Volksrepublik China) bestand aus fünf Athleten. Sie konnten keine Medaille gewinnen.

## Athleten nach Sportarten

### Beachvolleyball
Jungen
- Carlos Rosa
- Ajia Sweeney
Gruppenphase

### Leichtathletik
Jungen
- Kohun Eugene
200 m: 17. Platz

### Segeln
| Mädchen - Paige Clarke Byte CII: 16. Platz | Jungen - Scott McKenzie Byte CII: 14. Platz |